# Monsieur Hire
Pour plus de détails, voir Fiche technique et Distribution.
Monsieur Hire est un film français réalisé par Patrice Leconte, sorti en 1989.
Le film suit Monsieur Hire qui est un artisan tailleur, misanthrope et taciturne, qui épie par la fenêtre sa jeune voisine d'en face dont il est tombé amoureux. En arrière-plan se déroule une enquête sur le meurtre non résolu d'une jeune femme. Monsieur Hire est soupçonné par l'inspecteur chargé de l'affaire.

## Synopsis
Dans un quartier de la capitale vit Monsieur Hire, un tailleur de vêtements misanthrope et solitaire. Il est mal aimé par ses voisins en raison de son comportement étrange et distant. La vie de Monsieur Hire est marquée par une routine rigide dans une profonde solitude.
Une jeune femme est retrouvée assassinée dans le quartier. Les soupçons de la police se portent rapidement sur Monsieur Hire en raison de sa nature asociale. Celui-ci est secrètement amoureux de sa jeune voisine Alice, qu'il observe nuit après nuit depuis la fenêtre de son appartement, où elle vit avec son fiancé Émile. 
Monsieur Hire la connaît seulement par le prisme de son observation nocturne, qui fait grandir son obsession pour elle. Peu à peu, Alice découvre qu'elle est observée, y compris avec son amant Émile. Plutôt que d'être effrayée, elle commence à interagir subtilement avec Monsieur Hire, lui laissant croire qu'elle partage ses sentiments.
Alice et Émile sont en réalité les coupables du meurtre de la jeune femme. Ils ont planifié de faire accuser Monsieur Hire, sachant que son comportement étrange ferait de lui un coupable idéal.
Monsieur Hire, bien qu'il soit conscient de la manœuvre, choisit de ne rien dire à la police pour protéger Alice. Finalement, Alice, dans un moment de panique et de culpabilité, dénonce Monsieur Hire. Elle le signale aux autorités, en l'accusant indirectement du meurtre. Monsieur Hire, poursuivi par la police, tente de lui échapper et meurt accidentellement en tombant d'un toit.
Peu après, l'inspecteur chargé de l'enquête reçoit un courrier posthume de la main de Monsieur Hire contenant une clé de consigne de gare dans laquelle il trouve l'imperméable d'Émile maculé du sang de la jeune victime.

## Fiche technique
- Scénario : Patrice Leconte et Patrick Dewolf, d'après le roman Les Fiançailles de M. Hire de Georges Simenon
- Assistant réalisateur : Étienne Dhaene
- Musique : Michael Nyman
- Costumes : Elisabeth Tavernier
- Photographie : Denis Lenoir
- Montage : Joëlle Hache
- Production : Philippe Carcassonne, René Cleitman
- Langue : français
- Genre : drame, policier
- Date de sortie : 24 Mai 1989

## Distribution
- Michel Blanc : Monsieur Hire
- Sandrine Bonnaire : Alice
- Luc Thuillier : Émile
- André Wilms : l'inspecteur de police
- Eric Bérenger : le gérant du bowling
- Marielle Berthon : Pierrette Bourgeois, la fille assassinée
- Philippe Dormoy : François
- Marie Gaydu : la jeune fille du massage
- Michel Morano : le chauffeur de taxi
- Nora Noël : la gardienne
- Cristiana Reali : l'adolescente au bowling
- Bernard Soufflet : le tatoueur
- André Bauduin : le consommateur de crêpes
- Rozeen Landrevie : la petite fille au bouquet
- Francis Baudet : le locataire sur le palier

## Distinctions
- En compétition au Festival de Cannes 1989.
- Prix Méliès 1989
- César 1990 :
  - César du meilleur son : Dominique Hennequin et Pierre Lenoir.
  - Sept nominations : meilleur acteur, meilleure actrice, meilleur réalisateur, meilleur montage, meilleur film, meilleure musique, meilleure affiche.

## Autour du film
Avant de tourner ce film, Patrice Leconte plaisantait souvent en disant qu'un jour il ferait un remake du film Panique d'un de ses réalisateurs préférés, Julien Duvivier, sorti en 1946. Un producteur lui propose alors d'acheter les droits du livre de Georges Simenon, Les Fiançailles de M. Hire, dont le film s'inspire. Patrice Leconte se précipite alors pour le lire et accepte.
Les scènes d'intérieur ont été jouées en studio, les contraintes étant trop importantes pour trouver deux appartements adéquats en vis-à-vis.
L'idée de faire passer un disque par Monsieur Hire quand il espionne sa voisine pour jouer le thème musical extrait du Quatuor pour piano et cordes no 1 de Brahms (arrangé et interprété par Michael Nyman) était de la monteuse Joëlle Hache. Des gros plans du tourne-disque ont donc été réalisés alors que le démontage des décors avait commencé.
Patrice Leconte tenait à ce qu'on ne pût pas identifier avec précision la période et le lieu du film. Ainsi, bien que la « capitale » soit évoquée, la gare est dénommée « Gare centrale » : M. Hire donne rendez-vous à Alice « demain à 7 h 12 à la gare centrale ». En fait, l'image montre la gare du Nord à Paris. Une scène a été tournée dans le tramway bruxellois et une autre à la basilique de Koekelberg. Du point de vue de l'époque, les voitures semblent par exemple appartenir à une période antérieure à l’invention des photos polaroid, dont une apparaît dans le film.
Patrice Leconte avait tout d'abord écrit le personnage principal en pensant à Coluche, mort avant le tournage.
Georges Simenon est mort en 1989, année de la sortie du film.

## Différences avec le roman
La victime s’appelle Pierrette Bourgeois. Dans le roman, c’est une prostituée, Léonide Pacha, dite Lulu.
Villejuif n’est pas évoqué.
Le fait que M. Hire est un juif russe n’est pas dit mais suggéré. L’inspecteur : « Monsieur Hire ce n'est pas votre vrai nom ? » – M. Hire : « Non, c'est vrai. C'est Hirovitch. Mon père et mon grand-père l'ont changé en Hire. »
Le rendez-vous avec Alice a lieu gare centrale dans le film, gare de Lyon dans le roman.
La preuve du crime est un imperméable taché de sang dans le film, une serviette tachée de sang dans le roman.